# Казимирово (Жлобинский район)
Казимирово (бел. Казімірава) — деревня и железнодорожная платформа (3 км на северо-восток от деревни, на линии Бобруйск — Жлобин) в Жлобинском районе Гомельской области Белоруссии. В составе Малевичского сельсовета.

## География

### Расположение
В 12 км на запад от Жлобина, 105 км от Гомеля.

## Гидрография
На реке Добосна (приток реки Днепр), на юге и востоке мелиоративный канал.

## Транспортная сеть
Транспортные связи по просёлочной, а затем автомобильной дороге Бобруйск — Гомель. Планировка состоит из прямолинейной улицы, близкой к меридиональной ориентации, к которой на севере присоединяются короткие широтные улицы. Застройка деревянная, усадебного типа.

## История
По письменным источникам известна с XVIII века как государственное земельное владение в распоряжения частного лица, которое в 1765 году объединяла 2 деревни с 45 дворами. В 1834 году упомянута как местечко. После открытия в ноябре 1873 года движения по железной дороге Осиповичи — Гомель начала действовать железнодорожная станция. В 1886 году местечко, 12 магазинов, водяная и ветряная мельницы. Согласно переписи 1897 года находились церковь, еврейский молитвенный дом, постоялый двор. Рядом располагался одноимённый фольварк.
3 марта 1920 года польская армия прорвав фронт около деревня Радуша захватила деревню и расправились с пленными. Были расстреляны сотрудники военкомата и красноармейцы — всего 23 человека (похоронены в братской могиле около кладбища). С 1921 года работала школа. С 20 августа 1924 года до 16 июля 1954 года центр Казимировского сельсовета Жлобинского района Бобруйского (до 26 июля 1930 года) округа, с 20 февраля 1938 года Гомельской области. В 1930 году организован колхоз. Во время Великой Отечественной войны некоторое время в деревне работала типография Рогачёвского подпольного райкома КП(б)Б. 73 жителя погибли на фронте. В 1962 году к деревне присоединён посёлок Жальвин, в 1966 году деревня Касаги. В составе совхоза имени В. И. Козлова (центр — деревня Малевичи). Работают отделение связи, фельдшерско-акушерский пункт.
В 1996 на месте старого основан новый Казимировский Свято-Успенский женский монастырь.

## Население

### Численность
- 2004 год — 60 хозяйств, 103 жителя.

### Динамика
- 1897 год — 60 дворов (согласно переписи).
- 1925 год — 61 двор.
- 1959 год — 165 жителей (согласно переписи).
- 2004 год — 60 хозяйств, 103 жителя.

## Достопримечательность

Казимировский Свято-Успенский женский монастырь

- Казимировский Свято-Успенский женский монастырь
- Братская могила